# Женская сборная Швеции по хоккею с шайбой
Женская сборная Швеции по хоккею с шайбой представляет Швецию на международных турнирах по хоккею с шайбой. Управляется Федерацией хоккея Швеции. Главный тренер сборной — Никлас Хёгберг.
Первый официальный матч сыграла 22 апреля 1987 года против США (0:10).
На данный момент сборная занимает седьмое место в мировом рейтинге. Является много кратным серебряным призёром и последним чемпионом Европы 1996 (с 1997 года чемпионат Европы больше не проводится), 2-х кратным бронзовым призёром чемпионатов мира (2005 и 2007), а также серебряным и бронзовым призёром Олимпийских игр в 2006 и 2002 годах, соответственно.

## Выступления на Олимпийских играх
- 1998 — 5-е место
- 2002 — Бронзовая медаль
- 2006 — Серебряная медаль
- 2010 — 4-е место
- 2014 — 4-е место
- 2018 — 7-е место
- 2022 — 8-е место

## Выступления на чемпионатах мира
- 1990 — 4-е место
- 1992 — 4-е место
- 1994 — 5-е место
- 1997 — 5-е место
- 1999 — 4-е место
- 2000 — 4-е место
- 2001 — 7-е место
- 2003 — чемпионат не состоялся
- 2004 — 4-е место
- 2005 — Бронзовая медаль
- 2007 — Бронзовая медаль
- 2008 — 5-е место
- 2009 — 4-е место
- 2011 — 5-е место
- 2012 — 5-е место
- 2013 — 7-е место
- 2015 — 5-е место
- 2016 — 5-е место
- 2017 — 6-е место
- 2019 — 9-е место

## Выступления на чемпионатах Европы
- 1989 — Серебряная медаль
- 1991 — Серебряная медаль
- 1993 — Серебряная медаль
- 1995 — Серебряная медаль
- 1996 — Золотая медаль

С 1997 года чемпионат Европы больше не проводится.